# 星億賭場

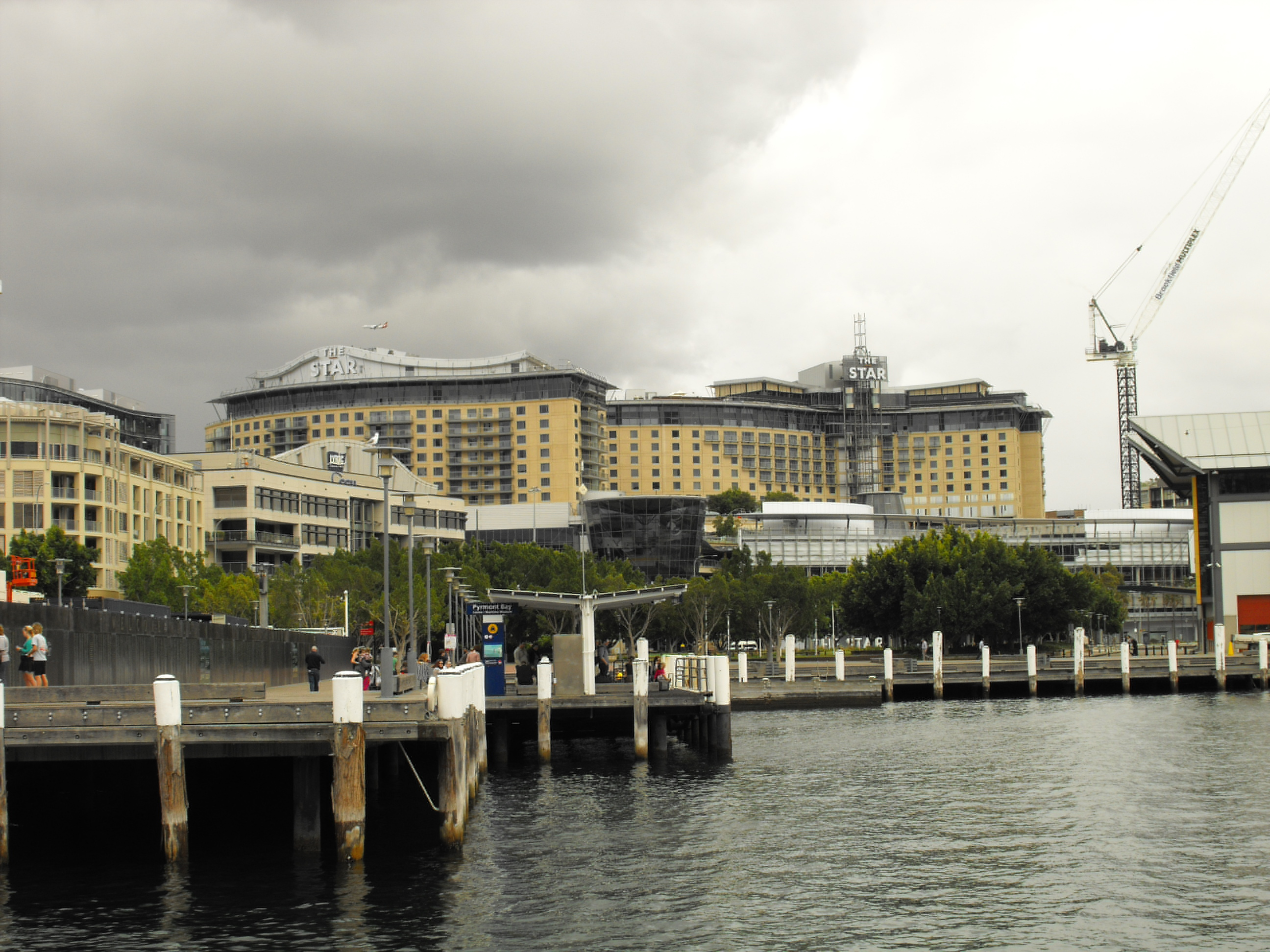
从悉尼港望向星港城主立面

星億賭場（英語：The Star）是位於澳大利亞新南威爾斯州悉尼卑滿的賭場，曾用英語名“Star City Casino”，中文名星港城賭場，最早原名悉尼海港賭場（Sydney Harbour Casino）。星億是澳大利亞第二大的賭場，僅次於墨爾本的皇冠賭場。星億的建築俯瞰達令港，内置兩層賭博大廳、八家酒吧、七家餐館、351間酒店房間，以及130套服務公寓或私家公寓。賭場内還有一座2,000座的悉尼話劇場以及一座活動中心。星億的賭博業經營由新南威爾士賭場管制局監管，其賭場許可證是新州唯一一張。2007年，政府允許星港城的賭場許可證及其排他性獨有地位續期了12年。
1994年12月，新南威爾士州政府頒發第一張賭場許可證予由礼頓地產及演戲船（Showboat）組成的財團，1995年9月13日臨時賭場即在悉尼港原12-13號碼頭開幕，由當時的代總理金·比兹利揭幕。由建築師菲利普·福克斯設計的永久性建築在1997年11月完工，當時是澳大利亞歷史上最大的建築工程之一。
2011年9月，經過歷時近兩年的改造擴建後，星港城以新的英文名“The Star”重新開放。
2018年4月24日，星港城向周大福及遠東發展兩香港公司出售10%的經營股權，獲資$4.9億澳元。周大福及遠東發展各持有星港城5%股權。星港城股價上漲1.1%至$5.34。星港城娛樂集團主席奧尼爾(John ONeill)受訪時說，董事局歡迎周大福及遠東發展成為股東。三家公司還結成戰略合作伙伴，共同開發星港城黃金海岸度假地產項目和繼續發展雪梨星港城。星港城，周大福和遠東發展共同收購黃金海岸的喜來登度假酒店，并計劃發展第一個合資大廈計劃。